# Indicatif musical
Ne doit pas être confondu avec chanson-thème ou ritournelle publicitaire.

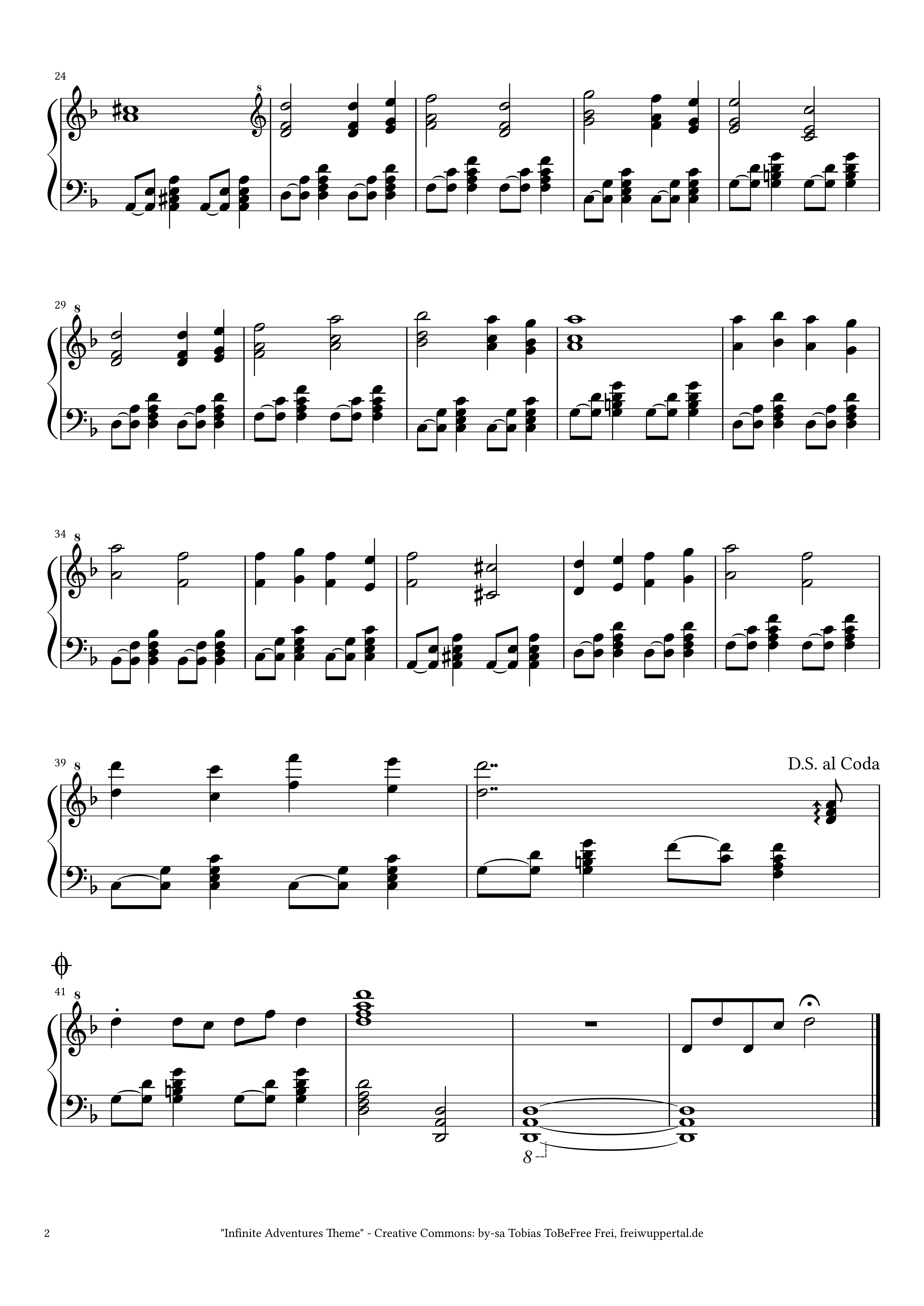
Indicatif musical de "Infinte adventure"

L’indicatif musical (signature tune ou theme song en anglais) est une bande son (généralement une pièce de musique) utilisée pour identifier une émission ou une séquence d'un programme radiophonique ou télévisé ou encore d'un film. L'indicatif musical est généralement joué durant les génériques de début ou de fin.
Le terme indicatif seul est utilisé pour désigner un indicatif musical. Cependant, en raison de sa polysémie, il est conseillé de l'utiliser seulement lorsque le contexte est explicite.

## Télévision
En 1959, apparaît en France sur la chaîne de la RTF (plus tard l'ORTF) le premier indicatif national : présenté sous la forme d'un atome, sur la Fanfare pour le carrousel royal de Jean-Baptiste Lully, il est utilisé pour annoncer le début ou la fin des programmes.

## Pour approfondir